# Маас, Иоганн Гебхард Эренрейх
Иоганн Гебхард Эренрейх Маас (нем. Johann Gebhard Ehrenreich Maaß; 26 февраля 1766— 23 декабря 1823) — немецкий философ; критик теоретической и сторонник практической философии Канта.

## Биография
Родился 26 февраля 1766 года в Кротторфе близ Хальберштадта в семье проповедника. С 1780 года учился в соборной школе в Хальберштадте. В 1784 году поступил в университет Галле, где сначала посещал теологические, а затем философские лекции. Будучи студентом, он преподавал иврит и математику в приюте и педагогическом институте. Получив степень магистра в 1787 году и получив хабилитацию стал приват-доцентом университета; 15 ноября 1791 года стал экстраординарным профессором, а в 1798 году — ординарным профессором на философском факультете Галльского университета. Преподавал математику и риторику в дополнение к философии. 
Трижды занимал пост проректора университета при особенно сложных обстоятельствах: 1805–1806, 1816–1817 и 1821–1823 годах.
Сочинения: «Ueber die Aehnlichkeit der christlichen mit der neuern (Kant’schen) philosophischen Sittenlehre» (1791), «Versuch uber Einbildungskraft» (1792), «Grundriss der Logik» (1793), «Versuch über die Leidenschaften» (1805—1807) и «Versuch über die Gefühle» (1811).
Был принят 8 ноября 1814 года в масонскую ложу Галле «Zu den drei Degen». В 1814 году он основал в Галле вместе с Иоганном Фридрихом Науэ Певческую академию. 
Умер в Галле 23 декабря 1823 года.